# Трубинский сельский округ (Московская область)
Трубинский сельский округ — упразднённая административно-территориальная единица, существовавшая на территории Щёлковского района Московской области в 1994—2006 годах.
Трубинский сельсовет был образован в первые годы советской власти. По данным 1924 года он входил в состав Щёлковской волости Московского уезда Московской губернии.
23 ноября 1925 года из Трубинского с/с был выделен Назимовский с/с.
В 1926 году Трубинский с/с включал село Трубино, деревню Литвиново, а также совхоз «Октябрьская революция» и 2 лесных сторожки.
В 1929 году Трубинский с/с был отнесён к Щёлковскому району Московского округа Московской области. При этом к нему был присоединён Назимовский с/с.
3 июня 1959 года Щёлковский район был упразднён и Трубинский с/с отошёл к Балашихинскому району.
31 июля 1959 года к Трубинскому с/с был присоединён Мишневский с/с.
28 июля 1960 года Трубинский с/с вернулся в восстановленный Щёлковский район.
1 февраля 1963 года Щёлковский район был упразднён и Трубинский с/с вошёл в Мытищинский сельский район. 11 января 1965 года Трубинский с/с был возвращён в восстановленный Щёлковский район.
3 июля 1974 года из Трубинского с/с в Анискинский были переданы селения Кармолино и Чернышевка.
3 февраля 1994 года Трубинский с/с был преобразован в Трубинский сельский округ.
В ходе муниципальной реформы 2004—2005 годов Трубинский сельский округ прекратил своё существование как муниципальная единица. При этом все его населённые пункты были переданы в сельское поселение Трубинское.
29 ноября 2006 года Трубинский сельский округ исключён из учётных данных административно-территориальных и территориальных единиц Московской области.